# Eulepidotis erina
Eulepidotis erina là một loài bướm đêm trong họ Erebidae.